# PEN International
PEN International is een internationale schrijversorganisatie die zich inzet voor de vrijheid van meningsuiting, samenwerking tussen schrijvers overal ter wereld en literatuur als intercultureel bindmiddel. Vandaag telt de organisatie 149 centra in 100 landen en is georganiseerd naar taalgebied. Oorspronkelijk stond PEN voor Poets, Essayists and Novelists (dichters, essayisten en romanciers), maar intussen heeft de organisatie alle schrijvende beroepen omarmd, waaronder ook journalisten en toneelschrijvers.

## Geschiedenis
In 1921 werd Poets, Essayist and Novelists opgericht door C.A. Dawson Scott en John Galsworthy (de eerste voorzitter) en is daarmee de oudste mensenrechtenorganisatie ter wereld. Onder de eerste leden waren Joseph Conrad, George Bernard Shaw en Herbert George Wells en latere voorzitters waren onder anderen Alberto Moravia, Victor E. van Vriesland, Heinrich Böll, Arthur Miller, Mario Vargas Llosa en Homero Aridjis. De Engelse PEN is sinds 2009 gevestigd in het Free Word Centre in Londen.
In 1931 werd het negende internationale PEN-congres in Den Haag gehouden. In 1947 werd de Belgische nobelprijswinnaar Maurice Maeterlinck voorzitter van PEN International. Voor Nederland was na de oorlog vooral Nico Donkersloot actief in de PEN, hij organiseerde onder meer het congres van 1954 in Amsterdam.

### Belgische afdeling
In 1922 startte volksvertegenwoordiger en letterkundige Louis Piérard de Belgische PEN-club, net na de Verenigde Staten en Frankrijk. Deze afdeling ontwikkelde zich tot een Nederlandstalige en een Franstalige werking en in 1927 werd PEN Vlaanderen opgericht (met een doorstart in 1966). De PEN club Belgique werd tot 2015 voorgezeten door de Brusselse schrijfster Huguette de Broqueville. PEN Vlaanderen werd in 2008 gelauwerd met de Arkprijs van het Vrije Woord.

### Nederlandse afdeling
Op 6 april 1923 werd PEN Nederland opgericht op aandringen van P.C. Boutens, die de eerste voorzitter werd. Sinds (in elk geval) september 2017 is Vonne van der Meer voorzitter van PEN Nederland.

## Commissie voor schrijvers in de gevangenis
PENs Writers in Prison-commissie is lid van de International Freedom of Expression Exchange, een wereldomspannend netwerk van organisaties die de censuur in de wereld in de gaten houden en die campagne voeren voor journalisten, schrijvers, internetgebruikers en anderen die om hun meningen worden vervolgd. De commissie publiceert onder andere twee keer per jaar een lijst met schendingen van de vrijheid van meningsuiting.

## Dag van de Vermoorde Schrijver
Sinds 2006 publiceert PEN International op 15 november een lijst van schrijvers en journalisten die het afgelopen jaar werden vermoord. Elke lokale afdeling brengt enkele van de auteurs speciaal onder de aandacht op deze Dag van de Vermoorde Schrijver.